# Selfridges
Selfridges（官方不使用譯名，亦稱Selfridge & Co.）是一家英國的高檔百貨公司，由哈里·戈登·塞爾福里奇於1909年創立，其位於倫敦牛津街的旗艦店在1909年3月15日開業，是目前僅次於哈洛德百貨公司的英國第二大百貨商店。
幾經轉手之後，在1965年被西爾斯百貨收購，在西爾斯百貨的運營下從倫敦擴展到了曼徹斯特和伯明翰。2003年被加拿大商人蓋倫·韋斯頓以5.98億英鎊的價格收購。 2013年該公司的歷史搬上了銀幕，拍成英國電視劇《塞爾福里奇先生》。

## 歷史

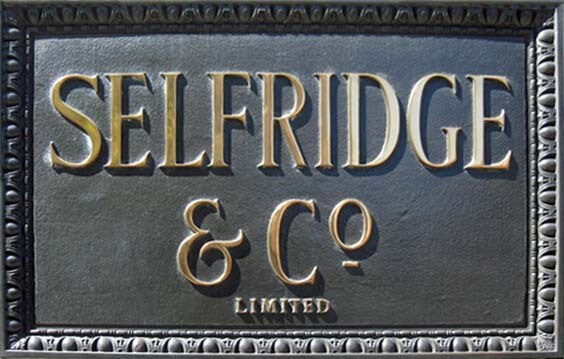
牛津街塞爾福里奇商店入口處的名牌

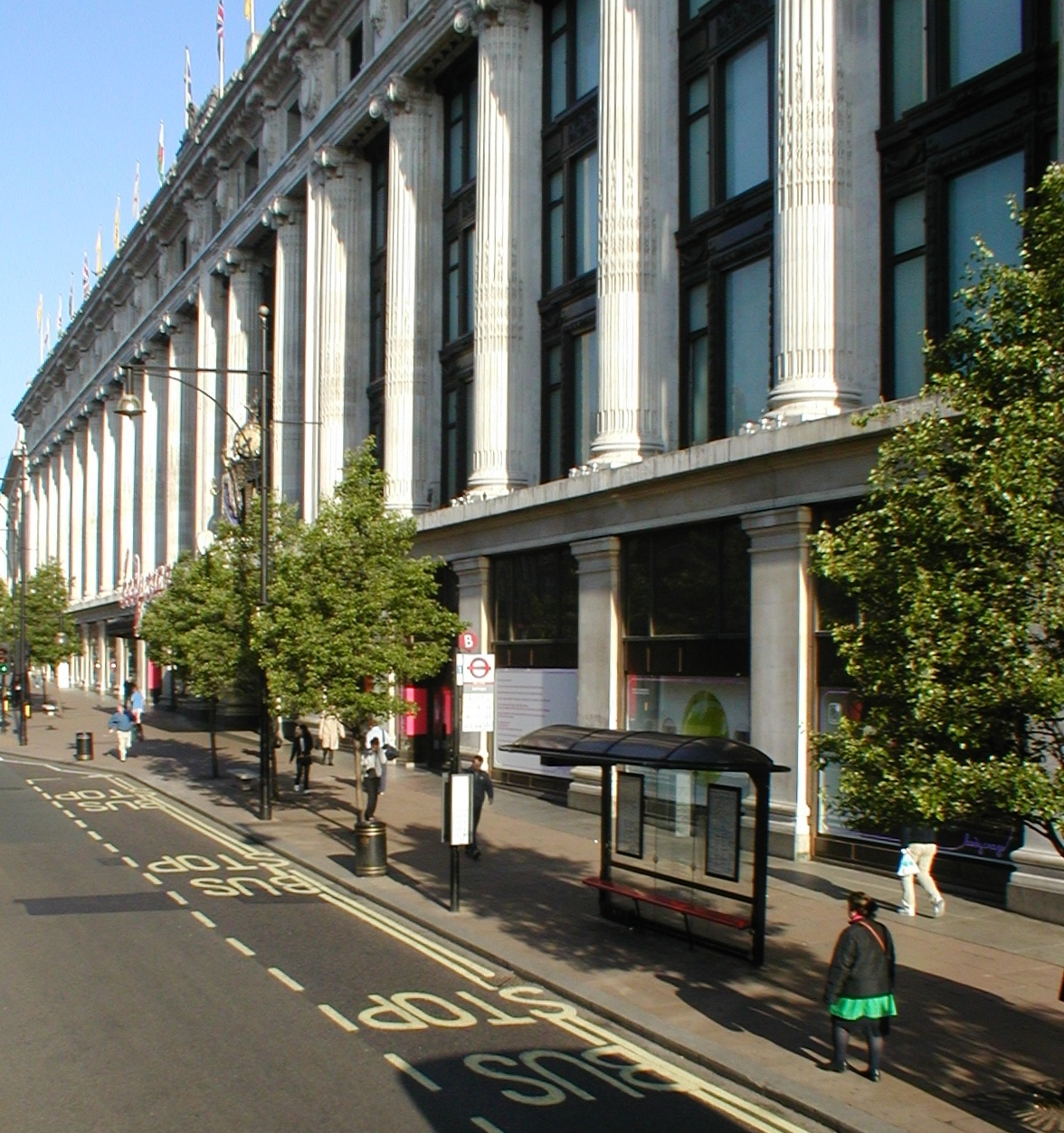
牛津街上的塞爾福里奇

1909年哈利·戈登·塞爾福里奇在牛津街創辦了這家公司，他依靠在店內舉辦各種教育和科學展來提升其名氣，例如1909年路易·布萊里奧橫跨英吉利海峽所用的單翼機就曾在這裡展出過，吸引了上萬人前來參觀。塞爾福里奇本人和馬歇爾·菲爾德通常被認為是英語俗語“the customer is always right”（顧客永遠是對的）的發明人，而塞爾福里奇公司也經常以此來宣傳。
1920年代到30年代，商店的屋頂常用作花園、咖啡屋、迷你高爾夫球場和女子射擊場之用。再加上從這裡能看到倫敦市景，因為漸漸出名，一些時裝秀也特意選在這裡舉辦。二戰期間這棟建築遭到炸彈襲擊，雖然整個建築沒有被炸毀，但是屋頂的花園已經毀掉了，之後直到2009年都沒能再次開張。
1932年商店裡還設有一個地震儀，1947年贈給大英博物館。二戰期間盟軍使用的第二台大型密電系統SIGSALY自1943年以來也安裝在商店的地下室中。

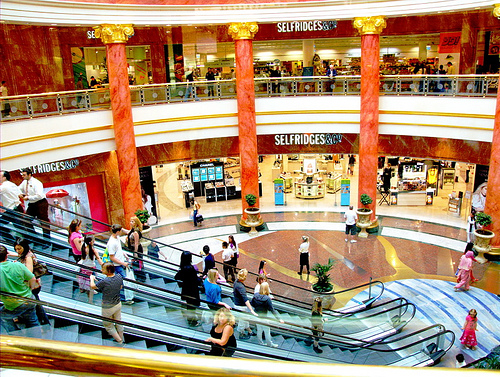
曼徹斯特特拉福德中心店內景

1926年開始設立分店“Selfridge Provincial Store” ，後來一度擴張到了16家，但1940年全部賣給約翰路易斯合夥公司。而牛津街的塞爾福里奇在1951年被利物浦的一家公司Lewis's收購，1965年西爾斯百貨收購了Lewis's，因此也一併收購塞爾福里奇。在西爾斯百貨旗下，塞爾福里奇公司開辦了伊爾福德和牛津店，其店名也一直沿用到1986年，當年被西爾斯百貨並到“Lewis's”旗下。1990年又重新分開，1998年隨著其曼徹斯特特拉福德中心店的開張，從希爾斯百貨分離出來，開始採用現在的商標。當年也宣佈了曼徹斯特市中心貿易廣場店的開張消息，此店在2002年開張。2003年伯明翰商業區“Bull Ring”店開張。

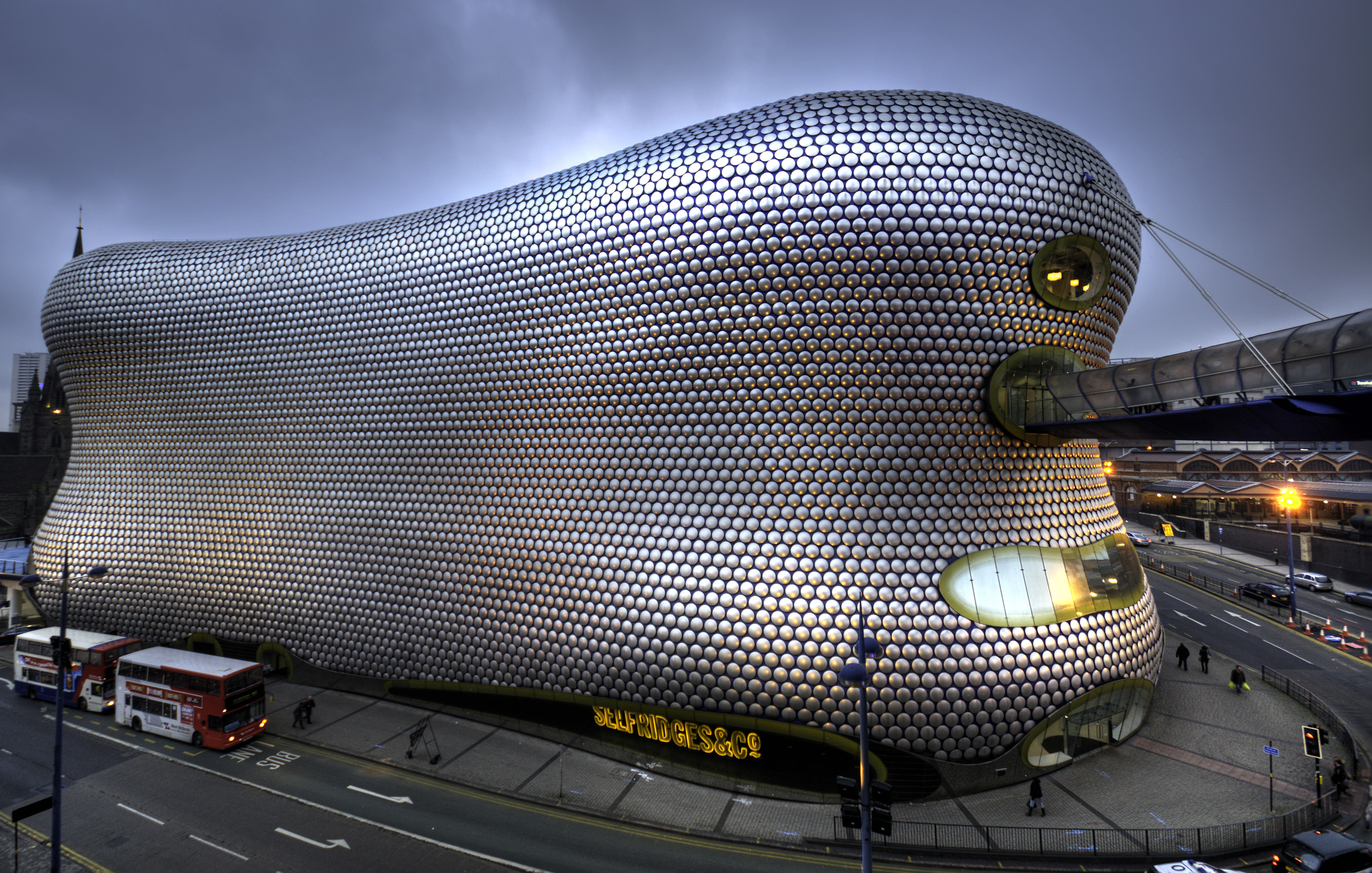
伯明翰店，建筑师为揚·卡普利茨基和阿曼达·莱维特

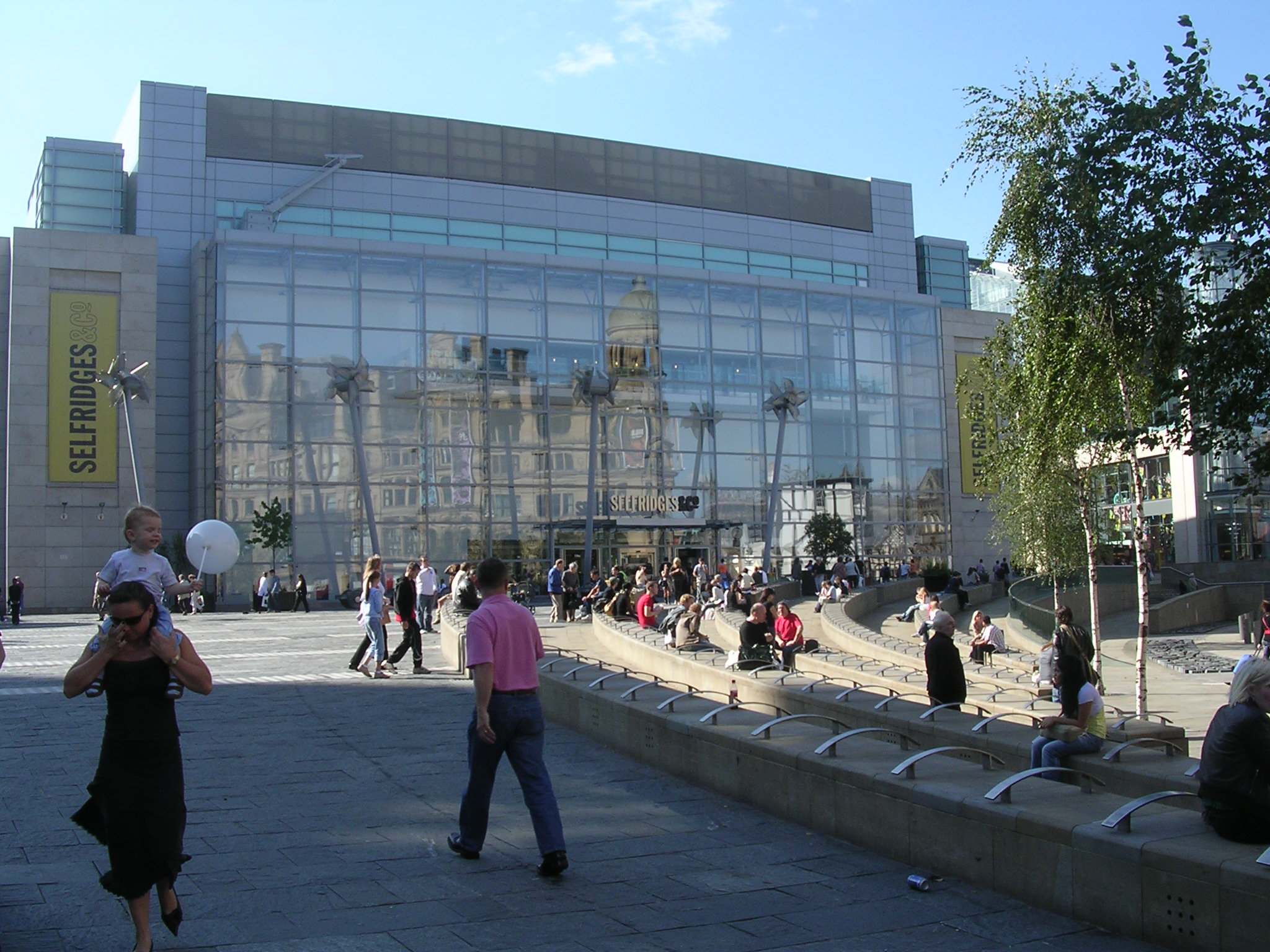
曼徹斯特貿易廣場店

同年被加拿大商人蓋倫·韋斯頓以5.98億英鎊的價格收購。2009年10月屋頂娛樂設備重新開張。

## 擴展閱讀
- Honeycombe, Gordon. Selfridges, Seventy-Five Years: The Story of the Store 1909–84. London, 1984. ISBN 0902935275.

## 外部連結
- Selfridges website（页面存档备份，存于）